# Szentgyörgyvár
Szentgyörgyvár is een plaats (község) en gemeente in het Hongaarse comitaat Zala. Szentgyörgyvár telt 485 inwoners (2001).